# Cuesta de Peñones
La Cuesta de Peñones es una localidad de las 76 existentes que conforman el municipio de Tierra Blanca  perteneciente al estado de Guanajuato.

## Demografía
La población total de Cuesta de Peñones de acuerdo con el Censo de Población y Vivienda de 2010 realizado por el Instituto Nacional de Estadística y Geografía es de 1219 habitantes, de los cuales 595 son hombres y 624 son mujeres.